# Браес
Браес (Прагзер-Вильдзе, озеро Прагса; итал. Lago di Braies; нем. Pragser Wildsee) — озеро в Доломитовых Альпах в Южном Тироле, Италия. Находится на территории муниципалитета Брайеса, который расположен в Долине Прагса. Расположено у подножья горы Крода дель Бекко.
Во время Второй Мировой Войны был перевалочным пунктом перевозки концентрационных лагерей в Тироль.